# ELP6
ELP6 (англ. Elongator acetyltransferase complex subunit 6) – білок, який кодується однойменним геном, розташованим у людей на 3-й хромосомі. Довжина поліпептидного ланцюга білка становить 266 амінокислот, а молекулярна маса — 29 793.
| 10         |  | 20         |  | 30         |  | 40         |  | 50         |
| ---------- |  | ---------- |  | ---------- |  | ---------- |  | ---------- |
| MFVELNNLLN |  | TTPDRAEQGK |  | LTLLCDAKTD |  | GSFLVHHFLS |  | FYLKANCKVC |
| FVALIQSFSH |  | YSIVGQKLGV |  | SLTMARERGQ |  | LVFLEGLKSA |  | VDVVFQAQKE |
| PHPLQFLREA |  | NAGNLKPLFE |  | FVREALKPVD |  | SGEARWTYPV |  | LLVDDLSVLL |
| SLGMGAVAVL |  | DFIHYCRATV |  | CWELKGNMVV |  | LVHDSGDAED |  | EENDILLNGL |
| SHQSHLILRA |  | EGLATGFCRD |  | VHGQLRILWR |  | RPSQPAVHRD |  | QSFTYQYKIQ |
| DKSVSFFAKG |  | MSPAVL     |  |            |  |            |  |            |

A: Аланін

C: Цистеїн

D: Аспарагінова кислота

E: Глутамінова кислота

F: Фенілаланін

G: Гліцин

H: Гістидин

I: Ізолейцин

K: Лізин

L: Лейцин

M: Метіонін

N: Аспарагін

P: Пролін

Q: Глутамін

R: Аргінін

S: Серин

T: Треонін

V: Валін

W: Триптофан

Задіяний у таких біологічних процесах, як транскрипція, регуляція транскрипції, альтернативний сплайсинг. 